# Anolis vittigerus
Anolis vittigerus — вид ігуаноподібних ящірок родини анолісових (Dactyloidae). Мешкає в Колумбії і Панамі.

## Поширення і екологія
Anolis vittigerus мешкають в низовинах і передгір'ях на сході Панами та на півночі Колумбії. Вони живуть у вологих тропічних лісах та на узліссях, на висоті від 20 до 850 м над рівнем моря.